# Уговор о превозу робе железницом
Уговор о превозу робе (ствари) железницом је правни посао у коме се једна уговорна страна –железница (превозилац) обавезује да робу коју друга уговоррна страна (пошиљалац) преда, превезе од отпремне до упутне станице, за одређено време и у неоштећеном стању, и да је тамо преда овлашћеном перузимаоцу, а пошиљалац се обавезује да за то плати одређену цену (превознину). 
О значају ове врсте уговора говори чињениица да је превоз робе железницом у 2008-ој години износио преко 10 милиона тона робе са приходом од 85 милиона евра, с тим да је највећи удео у томе имао транзитини превоз.

## Особине уговора и његови битни елементи
Уговор о превозу робе железницом је двострано обавезан, теретан, адхезиони (уговор по приступу), реалан и сложен уговор, за чије закључење је неопходно да буде постигнут договор о битним елементима уговора, што по природи посла представља, одређење превоза (робе и пута) и превознине (тарифе). Моментом закључења уговора сматра се примање отпремне станице на превоз ствари, заједно са товарним листом.

## Правни извори
Прва међународна конвенција, којом се регулише железнички превоз робе, закључена је 1890. године у Берну.
Бернска конвенција се често у пословној пракси и стручној литератури назива Конвенцијом ЦИМ. Наша земља је потписала и ратификовала и ревизију Бернске конвенције, која је потписана 7. фебруара 1970. године у Берну. 1980. године у Берну је донета нова конвенција о међународним железничким превозима (ЦОТИФ).
У унутрашњем праву код нас је основни извор права за превоз робе железницом Закон о уговорима о превозу у железничком саобраћају из 1995. године. Овај закон је израђен на основу Бернске конвенције. 

## Стручна терминологија
Превозилац је железничко транспортно предузеће која на основу уговора превози путнике и ствари.
Пошиљалац је лице (физичко или правно) које на основу уговора предаје ствари на превоз. 
Отпремна станица је место у коме започиње уговорени превоз.
Упутна станица је место завршетка уговореног превоза.
Пошиљка је једна или више ствари који се предају на превоз заједно са превозном исправом (товарни лист).
Преузималац је лице овлашћено да у упутној станици искупи товарни лист и преузме пошиљку.
Превознина је цена која се наплаћује по унапред предвиђеним тарифама те није могућа слобода њеног уговарања.

## Врсте уговора
Прва подела је извршена према територијалном карактеру превоза на међународни и домаћи превоз. Према врсти пошиљке разликује се колски(комадни) и денчани (расути) превоз. У зависности од брзине, превоз се може транспортовати споровозно, брзовозно и убрзано брзовозно(експресни превоз). Последња подела односи се на доступност превоза, а разликује се јавни и нејавни превоз.

### Вишефазност извршења уговора , сажети приказ:
- Фазе извршења пре превоза 
  1. Наручивање кола (“резервисање”)
  2. Достава кола
  3. Довоз робе
  4. Предаја робе
  5. Паковање и означавање робе
  6. Пријем робе
  7. Утврђиваје тежине робе
  8. Утовар робе
  9. Предаја транспортних исправа
  10. Пријем транспортних исправа

- Фаза превоза робе
  1. Придрзавање пута и рока
  2. Обављање административних формалности
  3. Извршавање налога
  4. Чување робе
  5. Тражења упутстава у случају сметњи у превозу

- Фаза издавања робе
  1. Обавештење о приспећу
  2. Издавање робе
  3. Истовар
  4. Одвоз
  5. Преглед робе.[3]

## Одговорност железнице
Железница одговара за превоз пошиљке. Обавеза накнаде штете пошиљаоцу настаје у случају потпуног или делимичног губитка или оштећења ствари као и за прекорачење рока испоруке, осим ако не докаже да је штета настала због радњи или пропуста пошиљаоца , својсатва ствари или других узрока који се нису могли отклонити нити предвидети.Изузетак од правила одговорности за делимичан губитак ствари представља такозвано трговачко кало, односно, роба чија тежина редовно варира у току превоза, попут поврћа, свежег дувана, свињских чекиња... те је дозвољено одступање од 1% до 2% .